# 빌 몰딘

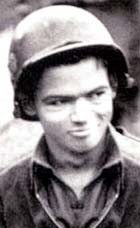
빌 몰딘

빌 몰딘(Bill Mauldin, 1921년 10월 29일 ~ 2003년 1월 22일)은 미국의 만화가이며 예비역 미국 육군 하사이다.
2차 대전 참전 군인들의 생활상을 다룬 풍자화로 인기를 끌었다. 후에는 광범위한 정치문제와 사회문제를 다루었다.